# Stralsunder SV 07
Stralsunder SV 07 (celým názvem: Stralsunder Sportverein von 1907) byl německý fotbalový klub, který sídlil v pomořanském městě Stralsund. Založen byl v roce 1907. Zanikl po ukončení druhé světové války, poté co byla všechna dřívější sportovní sdružení v sovětské okupační zóně zrušena. V průběhu své existence býval účastníkem Baltského a Braniborského fotbalového mistrovství. Klubové barvy byly modrá a bílá.
Své domácí zápasy odehrával na Exerzierplatz Frankenkaserne.

## Historické názvy
Zdroj: 
- 1907 – Stralsunder FV 07 (Stralsunder Fußballverein von 1907)
- 1909 – Stralsunder SV 07 (Stralsunder Sportverein von 1907)
- 1945 – zánik